# Ordoliberalismus
Ordoliberalismus je německá varianta sociálního liberalismu, která zdůrazňuje důležitost státu pro zajištění fungování volného trhu s cílem dosažení takových ekonomických výsledků, které budou nejblíže těm teoreticky potenciálním.

## Vývoj
Ordoliberalismus se začal formovat v druhé polovině 30. let. Nebyl však reakcí na hospodářskou krizi, byl pouze opozicí k nacionálně socialistickému hospodářskému systému. Teorii rozvíjeli němečtí ekonomové a žáci Freiburského učení jako Walter Eucken, Franz Bohm nebo Leonhard Miksch. 
Ordoliberalistické teorie výrazně pomohly k formování německé ekonomii po 2. světové válce, avšak idea sociálně-tržního hospodářství se nemohla do hospodářství tak snadno implementovat díky tomu, že byl zavedený korporativismus. Nicméně ordoliberalisté pomohli především ve vytváření a rozvoji hospodářské soutěže. 
V 60. letech začala důležitost a vliv ordoliberalismu klesat, přesto se mnozí němečtí ekonomové k tomuto směru stále hlásí.

## Lingvistické pojetí
Der Orden (řád, pořádek) + Der Liberalismus (liberalismus). Slovo pochází z němčiny, kde tento směr také vznikl. Ordoliberalisté byli přesvědčení, že řád se sám od sebe nevytvoří ani neudrží, pořadí slov tedy není náhodné. 

## Teorie
Ordoliberálové říkají, že stát musí vytvořit prostředí pro ekonomiku a zároveň udržet přiměřenou úroveň kompetice. Obava byla, že jestli stát nezvládne dělat aktivní kroky k udržení soutěže, tak se monopolní subjekty na trhu budou vyvíjet, což zaprvé rozvrátí veškeré výhody, které jinak poskytuje tržní ekonomika a zadruhé dost možná postupně rozloží vládní systém tím, že ekonomická moc bude mít možnost transformovat se do moci politické.